# 太阳镇 (高安市)
太阳镇，是中华人民共和国江西省宜春市高安市下辖的一个乡镇级行政单位。

## 行政区划
太阳镇下辖以下地区：
太阳社区、净慈村、西阳村、太阳村、文家村、宋家村、火田村、杨家村、泉港村、管头村和嶚山村。